# Bistum Bungoma
Das Bistum Bungoma (lat.: Dioecesis Bungomaënsis) ist eine in Kenia gelegene römisch-katholische Diözese mit Sitz in Bungoma. Es umfasst die Countys Bungoma und Busia.

## Geschichte
Papst Johannes Paul II. gründete es mit der Apostolischen Konstitution Pari ut passa am 27. April 1987 aus Gebietsabtretungen des Bistums Kakamega und es wurde dem Erzbistum Nairobi als Suffragandiözese unterstellt.
Am 21. Mai 1990 wurde es Teil der Kirchenprovinz des Erzbistums Kisumu. 

## Bischöfe von Bungoma
- Longinus Atundo (27. April 1987–15. November 1996, gestorben)
- Norman King’oo Wambua (27. Juni 1998–23. Juni 2018, dann Bischof von Machakos)
- Mark Kadima (seit 14. Dezember 2021)